# Delastria rosea
Delastria rosea är en svampart som beskrevs av Tul. & C. Tul. 1843. Delastria rosea ingår i släktet Delastria, ordningen skålsvampar, klassen Pezizomycetes, divisionen sporsäcksvampar och riket svampar.   Inga underarter finns listade i Catalogue of Life.